# Kégnéko
Kégnéko est une ville et une sous-préfecture de Guinée, rattachée à la préfecture de Mamou et à la région de Mamou. 

## Population
En 2016, la localité comptait 20 464 habitants.

## Subdivision administratif
La sous-préfecture de kégnéko est composer de six district qui sont : kégnéko-centre, Hérico, Dalawoulein, Harounayah, Baniré-AFia, Missira; aussi constituer de 23 secteurs. 

## Personnalité liées
- Mamadou saliou Diallo né en 1960 à Kégnéko et chef d'entreprise guinéenne ;